# 根讷斯多夫
根讷斯多夫是德国莱茵兰-普法尔茨州的一个市镇。总面积5.04平方公里，总人口658人，其中男性332人，女性326人（2011年12月31日），人口密度131人/平方公里。